# Tadeusz Mazowiecki
Tadeusz Mazowieckiⓘ (ur. 18 kwietnia 1927 w Płocku, zm. 28 października 2013 w Warszawie) – polski polityk i publicysta. Ostatni prezes Rady Ministrów PRL i pierwszy III Rzeczypospolitej (w latach 1989–1991). Kawaler Orderu Orła Białego.
Do połowy lat 50. działacz Stowarzyszenia „Pax”, poseł na Sejm PRL III, IV i V kadencji (w latach 1961–1972) oraz na Sejm RP I, II i III kadencji (w latach 1991–2001); w latach 1991–1995 specjalny wysłannik ONZ w Bośni i Hercegowinie, współtwórca i przewodniczący Unii Demokratycznej i Unii Wolności. w latach 2010–2013 doradca prezydenta RP Bronisława Komorowskiego ds. polityki krajowej i międzynarodowej. Kandydat na urząd prezydenta RP w wyborach w 1990.

## Życiorys

### Młodość
Ukończył w 1946 Liceum Ogólnokształcące im. Marszałka Stanisława Małachowskiego w Płocku, następnie rozpoczął (ostatecznie nieukończone) studia prawnicze na Uniwersytecie Warszawskim, w trakcie których był członkiem „Caritas Academica”, a w latach 1947–1948 przewodniczył Akademickiej Spółdzielni Wydawniczej. W 1946 wstąpił do Stronnictwa Pracy, jednak wkrótce odszedł z tej partii.

### Działalność w Polsce Ludowej

#### Stowarzyszenie „Pax”
W latach 1948–1955 Tadeusz Mazowiecki działał w Stowarzyszeniu „Pax”. Pod koniec lat 40. uczestniczył w wewnętrznych dyskusjach programowych „Paxu” i zgłaszał wątpliwości wobec jednoznacznego opowiedzenia się za ustrojem socjalistycznym. Początkowo (do 1951) był w grupie tygodnika „Dziś i Jutro”, następnie (1950–1952) pełnił funkcję zastępcy redaktora naczelnego dziennika „Słowo Powszechne”. W 1952 należał do grupy młodych działaczy (m.in. z Januszem Zabłockim), którzy sprowokowali dyskusję wewnętrzną, która dała zaczyn tzw. frondzie. W toku tej dyskusji wskazywał, że występuje w życiu publicznym jako katolik w imię chrześcijańskiej odpowiedzialności w polityce. Został wówczas odsunięty od działalności w Warszawie i skierowany do Wrocławia. Został tam współzałożycielem „Wrocławskiego Tygodnika Katolików”, którego w latach 1953–1955 był redaktorem naczelnym. W 1952 był jednym z bohaterów broszury Wróg pozostał ten sam (wydanej przez PAX, Warszawa 1952), która zawierała zbiór wypowiedzi księży i działaczy katolickich przeciwnych remilitaryzacji Niemiec Zachodnich oraz opowiadających się za pokojem wewnętrznym w Polsce Ludowej. W 1953 w „WTK” opublikował artykuł krytykujący działalność biskupa Czesława Kaczmarka, skazanego w tym samym roku w procesie pokazowym. Wiosną 1955 wystąpił jako jeden z liderów wewnętrznej opozycji w Stowarzyszeniu „Pax”, w ramach tzw. frondy. Podnosił zarzuty niedemokratycznej formuły kierowania stowarzyszeniem przez Bolesława Piaseckiego, kwestionował nadmierny lojalizm państwowy i politykę wobec duchowieństwa. Został wówczas odwołany z funkcji redaktora naczelnego „WTK” i przeniesiony do pracy w Instytucie Wydawniczym „Pax”, a 9 września 1955 zawieszony w prawach członka organizacji. W ramach frondy należał do założycieli tzw. Klubu Okrągłego Stołu, a następnie Klubu im. Emmanuela Mouniera, które były miejscem poszukiwań formuły połączenia wartości katolickich i lewicowych. Na przełomie 1955 i 1956 ostatecznie opuścił Stowarzyszenie „Pax”. W okresie wrocławskim jako członek kierownictwa stowarzyszenia zasiadał w Wojewódzkiej Radzie Narodowej.

#### KIK i „Więź”
Po odejściu z „Paxu” nawiązał razem z „frondystami” kontakty ze środowiskiem „Tygodnika Powszechnego”, Klubem Krzywego Koła i redakcją „Po prostu”. Należał do autorów opublikowanego przez „frondystów” artykułu Wielkie sprzeniewierzenie („Po Prostu” nr z 11 listopada 1956), w którym próbowano wytłumaczyć przeszłe zaangażowanie koniecznością „bronienia własnych racji światopoglądowych (...) z pozycji zaangażowania o słuszną sprawę społeczną”. W październiku 1956 współorganizował nowe niezależne od władz stowarzyszenie katolików świeckich i został jednym z jego sekretarzy. 24 października znalazł się wśród sygnatariuszy deklaracji założycielskiej Ogólnopolskiego Klubu Postępowej Inteligencji Katolickiej, którego został sekretarzem. Był kandydatem na zastępcę redaktora naczelnego dwutygodnika „Droga”, który miał być organem OKPIK, jednak czasopismo to ostatecznie nie uzyskało debitu.
Po likwidacji OKPIK został w 1957 jednym z założycieli warszawskiego Klubu Inteligencji Katolickiej i do 1963 był członkiem jego zarządu. Należał do założycieli miesięcznika „Więź”, pełnił funkcję redaktora naczelnego tego czasopisma od pierwszego numeru wydanego w lutym 1958. W 1957 współtworzył przedsiębiorstwo Libella. W związku z wyborem na posła we Wrocławiu w drugiej połowie lat 60. był członkiem zarządu tamtejszego Klubu Inteligencji Katolickiej, a w latach 1968–1969 ponownie członkiem zarządu KIK-u warszawskiego. W swojej działalności redakcyjnej w „Więzi” prezentował poglądy o lewicowym zabarwieniu, inspirowane personalizmem Emmanuela Mouniera, poszukiwał dialogu z niekatolickimi intelektualistami niezależnymi od władz. W 1962 doszło do sporu wewnątrz środowiska „Więzi” na tle stosunku do tradycji narodowych (w tym czasie trwa konflikt między tzw. rewizjonistami w PZPR a „partyzantami-narodowcami”; Tadeusz Mazowiecki poparł tych pierwszych). W 1963 uczestniczył w przygotowaniu tekstu „Opinii” w której pozytywnie oceniono możliwość nawiązania stosunków dyplomatycznych Polski ze Stolicą Apostolską. W 1964 Wydział Administracyjny Komitetu Centralnego Polskiej Zjednoczonej Partii Robotniczej negatywnie oceniał jego działalność redakcyjną, sugerując, że „Więź” „spełnia funkcję dywersji ideologicznej wobec ośrodków partyjnych” i sugerował jego odwołanie z funkcji redaktora naczelnego pisma. W 1968 został ostro skrytykowany przez Stefana Wyszyńskiego za blok artykułów Dyskusja o księżach w Polsce („Więź” nr 7–8 z 1968), co skończyło się czasowym zakazem publikowania w tym miesięczniku przez księży (pod nazwiskiem lub pseudonimem).

#### Sejm PRL
W latach 1961–1972 sprawował mandat posła na Sejm PRL III, IV i V kadencji z ramienia katolickiej grupy Znak jako przedstawiciel okręgów wrocławskiego – nr 8 (1961–1969) i chełmskiego – nr 41 (1969–1972). W 1961, w 1965 i 1969 wybierany był z listy Frontu Jedności Narodu. W 1961 według ogłoszonych wyników uzyskał 262 537 głosów (97,42%), w 1965 – 289 676 głosów (96,60%), a w 1969 – 196 010 głosów (98,92%).
W 1961 zajął w swoim okręgu drugie miejsce pod względem liczby oficjalnie podanych głosów (wyprzedzając, m.in. Adama Rapackiego) z wynikiem 97,42%, w Sejmie zasiadał w Komisji Oświaty i Nauki oraz Komisji Pracy i Spraw Socjalnych. Z ramienia Znaku skrytykował na forum Sejmu m.in. postanowienia ustawy o rozwoju systemu nauki i oświaty, w których wprowadzano koncepcję kształcenia w oparciu o zasady materializmu i domagał się ustawowych gwarancji dla pozaszkolnego nauczania religii. Głosował też przeciwko ustawie o zgromadzeniach. W wyborach w 1965 zajął czwarte miejsce w swoim okręgu z wynikiem 96,60%, w Sejmie zasiadał w Komisji Oświaty i Nauki oraz Komisji Pracy i Spraw Socjalnych. W 1966 był autorem interpelacji w związku z kryzysem w stosunkach Państwo-Kościół, który ujawnił się przy okazji obchodów Milenium chrztu Polski. Proponował w niej podjęcie dialogu w celu rozwiązania spraw spornych. Wraz z kołem Znak przygotował ostatecznie niezgłoszoną interpelację w związku z antyizraelskimi reakcjami rządowymi na wojnę sześciodniową oraz interpelował w sprawie wydarzeń marcowych w 1968. Przekazał także marszałkowi Sejmu petycję studentów wrocławskich przeciwko zdjęciu Dziadów według Adama Mickiewicza. W 1969 zajął w swoim okręgu trzecie miejsce (98,92% głosów), w Sejmie zasiadał w Komisji Oświaty i Nauki oraz Komisji Kultury i Sztuki. Po wydarzeniach grudnia 1970 nalegał na powołanie komisji sejmowej w celu zbadania ich przebiegu. W styczniu 1972 władze PRL nie zgodziły się na jego ponowne kandydowanie do Sejmu.

#### Lata 1972–1980
Od 1975 (aż do 1981) był wiceprezesem warszawskiego KIK-u. Na początku 1976 podpisał list środowiska Znaku przeciwko zmianom w Konstytucji PRL. W tym samym roku udzielił także wywiadu dziennikowi „Frankfurter Allgemeine Zeitung”, w którym wezwał polskie władze do demokratyzacji. W maju 1977 był mężem zaufania głodujących w stołecznym kościele św. Marcina, którzy protestowali przeciwko aresztowaniom członków Komitetu Obrony Robotników i dalszemu przetrzymywaniu w więzieniach robotników skazanych w procesach radomskich i ursuskich. W listopadzie 1977 był jednym z organizatorów sesji Chrześcijanie wobec praw człowieka, która odbyła się w warszawskim KIK-u. Współpracował z Polskim Porozumieniem Niepodległościowym, dla którego opracował tekst Kościół i katolicy w Polsce Ludowej. Należał do sygnatariuszy podpisanej 22 stycznia 1978 deklaracji założycielskiej Towarzystwa Kursów Naukowych, a w latach 1978–1980 był członkiem jego komisji programowej. 14 listopada 1978 uczestniczył w pierwszym otwartym spotkaniu Konwersatorium „Doświadczenie i Przyszłość”. W styczniu 1979 podpisał list w obronie aresztowanego Kazimierza Świtonia.

#### Lata 1980–1989

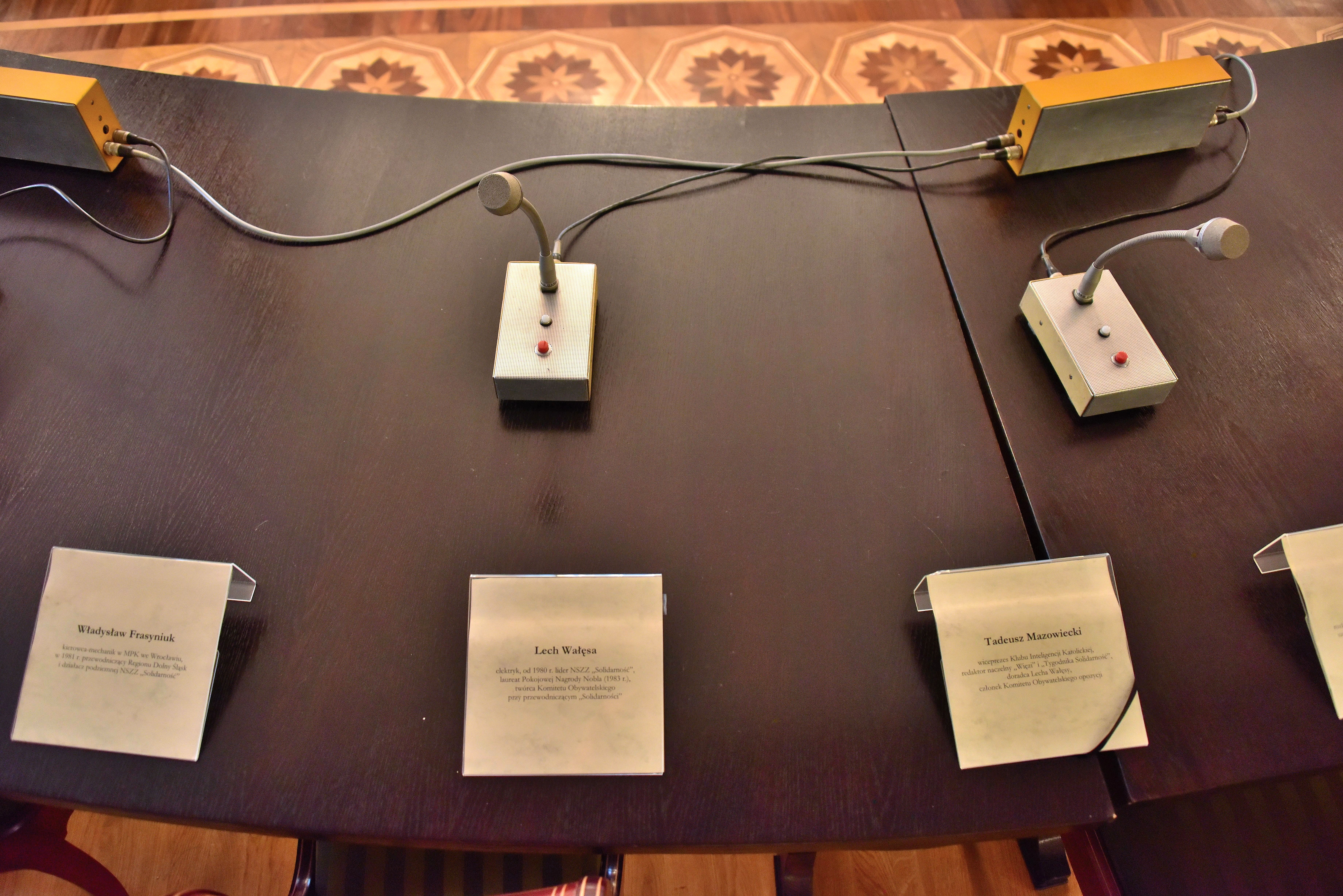
Tabliczki z nazwiskami przedstawicieli strony solidarnościowej przy Okrągłym Stole

W okresie wydarzeń sierpniowych w 1980 był sygnatariuszem skierowanego do władz komunistycznych apelu 64 naukowców, literatów i publicystów o podjęcie dialogu ze strajkującymi robotnikami. 22 sierpnia 1980 razem z Bronisławem Geremkiem udał się do Stoczni Gdańskiej z tekstem apelu. Na zaproszenie Lecha Wałęsy 24 sierpnia 1980 stanął na czele Komisji Ekspertów przy Prezydium Międzyzakładowego Komitetu Strajkowego i wspierał negocjacje MKS z władzami PRL. Po zakończeniu strajku był głównym doradcą Lecha Wałęsy i Krajowej Komisji Porozumiewawczej Niezależnego Samorządnego Związku Zawodowego „Solidarność” (formalnie od stycznia 1981 był członkiem Rady Programowo-Konsultacyjnej przy KKP. W styczniu 1981 KKP powołała go na stanowisko redaktora naczelnego „Tygodnika Solidarność”, powierzając mu zorganizowanie pisma. Pierwszy numer tygodnika ukazał się 3 kwietnia 1981. Na stanowisku redaktora naczelnego „Więzi” zastąpił go wówczas Wojciech Wieczorek.
Po wprowadzeniu stanu wojennego Tadeusz Mazowiecki został 13 grudnia 1981 zatrzymany w sopockim Grand Hotelu, po czym internowano go w Strzebielinku. Media zagraniczne podawały początkowo informację o jego śmierci. W nocy z 22 na 23 grudnia został przewieziony do obozu w Jaworzu, a po jego likwidacji, od maja 1982 przebywał w ośrodku internowania w Darłówku. Został zwolniony jako jeden z ostatnich internowanych w dniu 23 grudnia 1982. Swoje uwięzienie opisał we wspomnieniach Internowanie opublikowanych w 1983.
Po zwolnieniu z internowania należał przez całe lata 80. do najbliższych doradców Lecha Wałęsy. Nie wrócił do pracy redakcyjnej w „Więzi”, ale był członkiem jej kolegium. W listopadzie 1983 stanął na czele rady programowej warszawskiego KIK-u, a od 1984 do 1987 był ponownie członkiem jego zarządu. Rada programowa pod jego kierunkiem opublikowała w czerwcu 1984 dokument zatytułowany Stan świadomości społecznej. Próba diagnozy – kierunki oddziaływania, w którym wskazywano na rolę „Solidarności” w przywróceniu podmiotowości społeczeństwa oraz odebranie tej podmiotowości i zablokowanie perspektyw przez ogłoszenie stanu wojennego. Raport spotkał się z ostrą krytyką władz PRL, połączoną z szykanami administracyjnymi, a rada programowa przestała istnieć z końcem 1985. W 1985 Tadeusz Mazowiecki uczestniczył jako członek komitetu redakcyjnego w przygotowaniu kilkusetstronicowego dokumentu Raport: Polska 5 lat po sierpniu, a także razem z Bronisławem Geremkiem opracował w nim rozdział o sytuacji politycznej. W 1986 był jednym ze współtwórców pisma „21”, które redagowali Kazimierz Dziewanowski, Jan Dworak i Janusz Jankowiak.
Od stycznia do grudnia 1987 przebywał czasowo za granicą. Wygłosił szereg odczytów w Belgii, Francji, Niemczech, Włoszech i Austrii, odbył też wiele rozmów z politykami i działaczami związkowymi Europy Zachodniej, wspierając w ten sposób dążenie do legalizacji „Solidarności”. Był sygnatariuszem oświadczenia działaczy opozycji z 31 maja 1987 zebranych na zaproszenie Lecha Wałęsy, w którym to dokumencie sformułowano cele opozycji w Polsce (sam nie uczestniczył jednak w spotkaniu z uwagi na pobyt za granicą). W styczniu 1988 został członkiem oficjalnego zespołu doradców Krajowej Komisji Wykonawczej NSZZ „Solidarność”. 4 maja 1988 próbował (wyposażony w pełnomocnictwo Episkopatu Polski) negocjować pomiędzy strajkującymi w Stoczni Gdańskiej a władzami PRL, a po niepowodzeniu tej misji pozostał ze strajkującymi w stoczni do końca strajku, tj. do 10 maja 1988. Doradzał także strajkującym w Stoczni Gdańskiej w sierpniu 1988. Od 1988 do 4 września 1989 był ponownie wiceprezesem warszawskiego KIK-u. 18 grudnia 1988 został członkiem powołanego tego dnia Komitetu Obywatelskiego przy przewodniczącym NSZZ „Solidarność” Lechu Wałęsie. W KO kierował komisją pluralizmu związkowego. Uczestniczył w przygotowujących spotkanie Okrągłego Stołu rozmowach w Magdalence (poczynając od pierwszego spotkania we wrześniu 1988). Jako zwolennik przejęcia władzy z rąk PZPR na drodze rokowań aktywnie brał udział w rozmowach plenarnych Okrągłego Stołu oraz dodatkowych spotkaniach w Magdalence, a także kierował z ramienia opozycji roboczym zespołem ds. pluralizmu związkowego. Był jednym z głównych twórców porozumienia, na mocy którego 4 czerwca 1989 odbyły się częściowo wolne wybory. Na zebraniu Komitetu Obywatelskiego w dniu 8 kwietnia 1989 poparł koncepcję rozszerzenia grona kandydatów opozycji w wyborach o przedstawicieli wszystkich ugrupowań, które akceptują porozumienie Okrągłego Stołu. Na znak protestu przeciwko odrzuceniu tego pomysłu odmówił kandydowania do parlamentu (ale przez dłuższy czas utrzymywano dla niego wolne miejsce na liście we Włocławku). Ponownie został natomiast redaktorem naczelnym „Tygodnika Solidarność”, którego pierwszy numer po wznowieniu ukazał się 2 czerwca 1989. 14 lipca 1989 skrytykował w artykule Spiesz się powoli, opublikowanym na łamach „TS”, pomysł Adama Michnika ogłoszony w artykule Wasz prezydent, nasz premier, wskazując, że opozycja solidarnościowa nie dysponuje programem gospodarczym umożliwiającym udział we władzy.

### Rząd Tadeusza Mazowieckiego

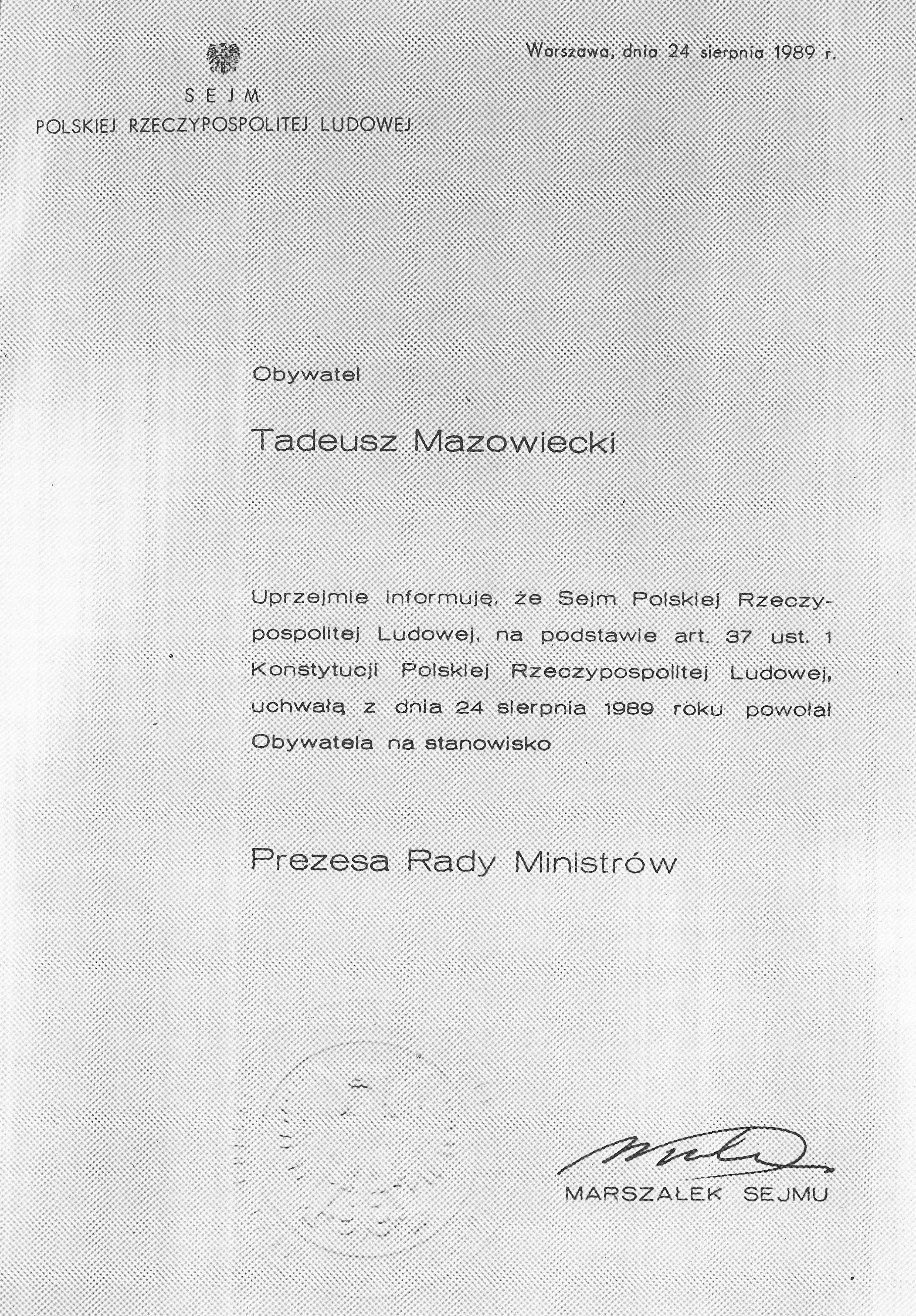
Akt powołania przez Sejm X kadencji Tadeusza Mazowieckiego na stanowisko Prezesa Rady Ministrów, 24 sierpnia 1989

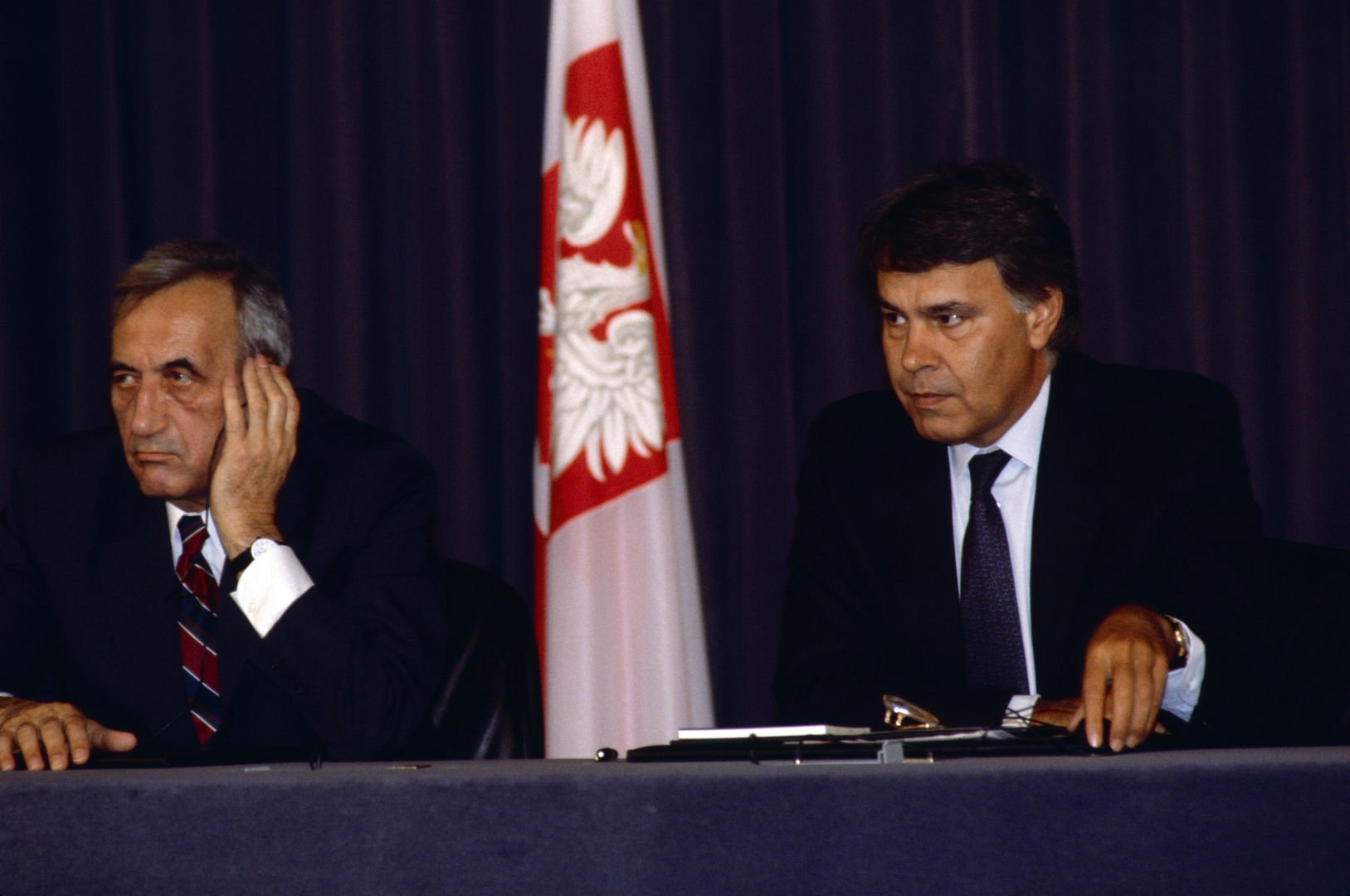
Tadeusz Mazowiecki i Felipe González w Madrycie, 1990

17 sierpnia 1989 doszło do zawiązania formalnej koalicji pomiędzy Lechem Wałęsą a przewodniczącymi Zjednoczonego Stronnictwa Ludowego i Stronnictwa Demokratycznego. Lider „Solidarności” przedstawił wówczas trzy kandydatury na premiera – Tadeusza Mazowieckiego, Bronisława Geremka i Jacka Kuronia, z których koalicjanci wybrali tę pierwszą. Tadeusz Mazowiecki przyjął złożoną mu przez Lecha Wałęsę propozycję. Użył wówczas słynnych słów: Mogę być premierem dobrym albo złym, ale nie zgodzę się być premierem malowanym. 19 sierpnia został desygnowany na stanowisko prezesa Rady Ministrów przez prezydenta PRL Wojciecha Jaruzelskiego. 24 sierpnia Sejm PRL X kadencji (tzw. Sejm kontraktowy) powołał go na ten urząd – za głosowało 378 posłów, 4 było przeciwko, a 41 wstrzymało się od głosu. 12 września wygłosił exposé, w trakcie którego zasłabł. Tego samego dnia Sejm PRL powołał jego rząd, w skład którego poza premierem weszło 11 przedstawicieli Obywatelskiego Klubu Parlamentarnego, po 4 ministrów z PZPR i ZSL oraz 3 z SD. Trzej ministrowie z PZPR (w tym kierujący resortami spraw wewnętrznych i obrony narodowej) zostali odwołani ze składu Rady Ministrów 6 lipca 1990.
Rząd Tadeusza Mazowieckiego zdołał w krótkim czasie przeprowadzić szereg podstawowych reform. Gruntownie zmieniono ustrój polityczny, wprowadzono szeroki zakres swobód obywatelskich, system wielopartyjny, zmieniono godło i nazwę państwa (z Polskiej Rzeczypospolitej Ludowej na Rzeczpospolitą Polską). 29 grudnia 1989 przeprowadzono istotną zmianę konstytucji, na mocy której m.in. usunięto preambułę, napisano od nowa treść rozdziałów o ustroju politycznym i gospodarczym, wzmocniono pozycję związków zawodowych i wprowadzono jednolite pojęcie własności. Dzięki tym zmianom możliwe stało się przeprowadzenie transformacji gospodarczej. Pakiet reform rządu, od nazwiska głównego twórcy określany planem Balcerowicza, umożliwił zastopowanie hiperinflacji, restrukturyzację gospodarki, wprowadzenie mechanizmów rynkowych i prywatyzacji.

#### Tzw. gruba kreska

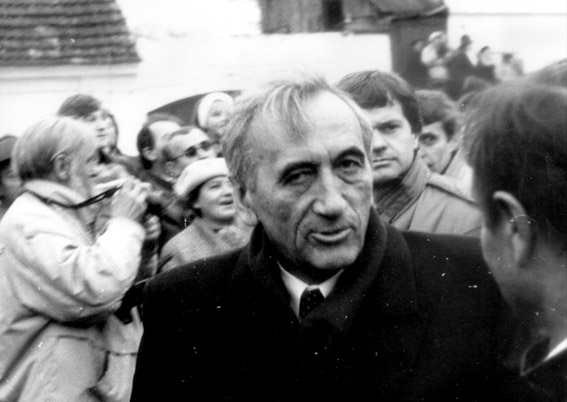
Tadeusz Mazowiecki, listopad 1989

W swoim sejmowym exposé Tadeusz Mazowiecki mówił o „grubej linii”, która oznaczać miała odcięcie się nowego rządu od okresu Polski Ludowej, w szczególności od przestępstw i nadużyć władzy tamtego okresu. Krytycy Tadeusza Mazowieckiego używali tego terminu (przeinaczonego na „grubą kreskę”) dla określenia tolerowanej według nich przez rząd bezkarności działaczy komunistycznych okresu PRL i podległych im funkcjonariuszy służb specjalnych. W rządzie Tadeusza Mazowieckiego resorty siłowe (Ministerstwo Spraw Wewnętrznych i Ministerstwo Obrony Narodowej) znajdowały się początkowo pod nadzorem działaczy PZPR, a pozostająca pod kontrolą ministra Czesława Kiszczaka Służba Bezpieczeństwa niszczyła swoje archiwa, a także kontynuowała inwigilację części sceny politycznej przeciwnej porozumieniom Okrągłego Stołu. Służba Bezpieczeństwa została rozwiązana ostatecznie w lipcu 1990, w tym samym miesiącu Czesław Kiszczak ustąpił ze stanowiska.

#### Wybory prezydenckie w 1990
Do upadku jego rządu przyczynił się narastający od wiosny 1990 spór z Lechem Wałęsą (tzw. wojna na górze), który doprowadził też m.in. do rozpadu OKP, reprezentującego solidarnościowych parlamentarzystów. Konflikt ten doprowadził do rywalizacji obu polityków w wyborach prezydenckich z jesieni 1990. Tadeusz Mazowiecki, który w czasach „Solidarności” był doradcą Lecha Wałęsy i komitetu strajkowego w Stoczni Gdańskiej, wystartował przeciw przewodniczącemu związku. Przegrał, nie wchodząc do drugiej tury (uzyskał 18,08% poparcia, tj. 2 973 364 głosy), będąc pokonanym przez Lecha Wałęsę i Stanisława Tymińskiego. Jego hasło z kampanii prezydenckiej – „siła spokoju” – z czasem zaczęło być używane z pozytywnym wydźwiękiem na określenie całokształtu działalności politycznej Tadeusza Mazowieckiego. Sam slogan został zapożyczony z kampanii François Mitterranda z wyborów w 1981 („la force tranquille”).
4 stycznia 1991 Tadeusz Mazowiecki przestał być premierem. Na jego następcę powołano wówczas Jana Krzysztofa Bieleckiego, który objął urząd 8 dni później.

### Dalsza działalność w III RP

#### Lata 1991–2001

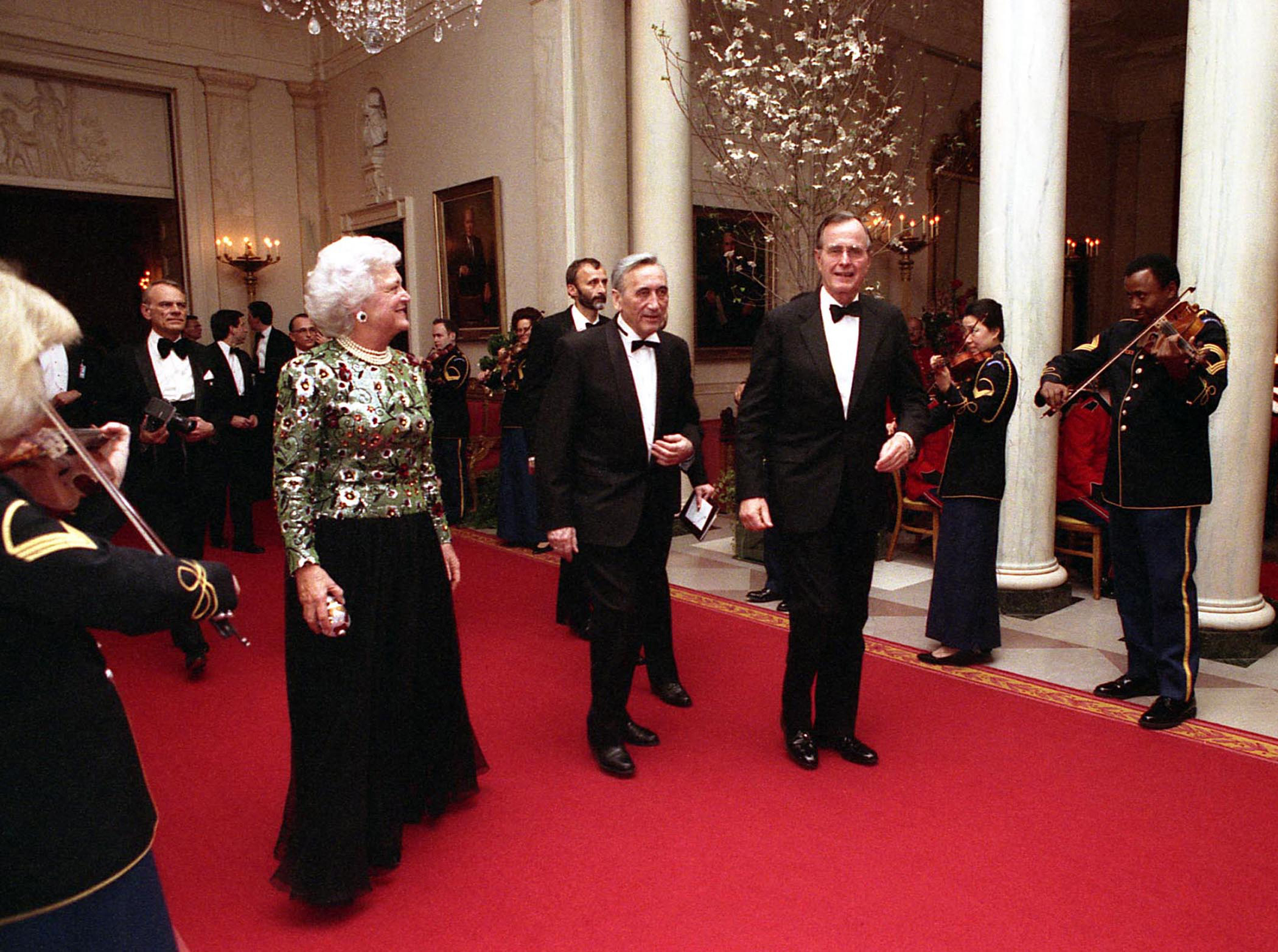
Barbara Bush, Tadeusz Mazowiecki i George H.W. Bush w Białym Domu (1990)

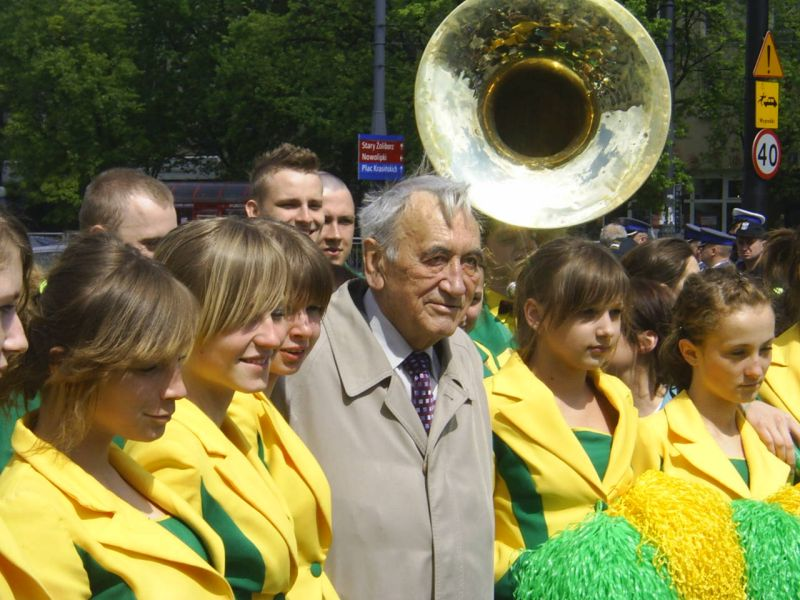
Tadeusz Mazowiecki podczas Parady Schumana (2007)

Blisko miesiąc przed zakończeniem urzędowania na stanowisku premiera, 2 grudnia 1990, Tadeusz Mazowiecki został przewodniczącym nowo powołanej partii pod nazwą Unia Demokratyczna, którą utworzyły środowiska jego komitetów wyborczych. W maju 1991 ugrupowanie to zasiliły wspierające go partie Ruch Obywatelski Akcja Demokratyczna i Forum Prawicy Demokratycznej. UD jako partia wywodząca się z tradycji demokratycznej opozycji unikała utożsamiania się z prawicą bądź lewicą, istniały w niej frakcje. W pierwszych w pełni demokratycznych wyborach do Sejmu w 1991 Unia Demokratyczna uzyskała najwyższe poparcie w skali kraju wśród wszystkich komitetów wyborczych. Tadeusz Mazowiecki zdobył 63 962 głosy w okręgu poznańskim nr 18, uzyskując tym samym mandat posła na Sejm I kadencji. Pracował m.in. w Komisji Obrony Narodowej oraz w Komisji Konstytucyjnej Zgromadzenia Narodowego. Kierowana przez niego UD początkowo pozostawała w opozycji, od 1992 współtworzyła jednak rząd Hanny Suchockiej.
W 1991 został specjalnym wysłannikiem Organizacji Narodów Zjednoczonych w Bośni i Hercegowinie. Jego tłumaczem był wówczas Slavko Šantić. Tadeusz Mazowiecki zrezygnował z tej funkcji w 1995, motywując tę decyzję bezczynnością mocarstw wobec zbrodni wojennych dokonywanych w czasie wojny w Bośni, głównie zamordowania w Srebrenicy przez wojska Republiki Serbskiej kilku tysięcy muzułmańskich mężczyzn i chłopców. Ogłosił raport w sprawie łamania praw człowieka przez wszystkie strony konfliktu.
W międzyczasie w wyborach w 1993 Tadeusz Mazowiecki uzyskał poselską reelekcję w okręgu poznańskim nr 35, otrzymując 10 429 głosów. Startował wówczas z drugiego miejsca okręgowej listy partyjnej za premier Hanną Suchocką, którą poparło ponad 100 tys. osób. Po tych wyborach władzę przejęły ugrupowania postkomunistyczne. Unia Demokratyczna 23 kwietnia 1994 zjednoczyła się z Kongresem Liberalno-Demokratycznym, tworząc nowe ugrupowanie pod nazwą Unia Wolności, w której Tadeusz Mazowiecki również objął stanowisko przewodniczącego. Rok później na tej funkcji został jednak zastąpiony przez Leszka Balcerowicza. Następnie został honorowym przewodniczącym tej partii. W trakcie Sejmu II kadencji ponownie zasiadał w Komisji Obrony Narodowej, pracował też w parlamentarnej komisji zajmującej się projektem konstytucji. W 1997 przedstawił w Zgromadzeniu Narodowym przyjęty ostatecznie tekst preambuły do Konstytucji RP (opracowany przez niego na podstawie tekstu Stefana Wilkanowicza).
W wyborach w 1997 po raz trzeci z rzędu uzyskał mandat poselski. Tym razem otwierał listę wyborczą Unii Wolności w okręgu krakowskim, zdobywając 43 654 głosy. Był członkiem Komisji Spraw Zagranicznych i przez całą III kadencję przewodniczącym sejmowej Komisji Integracji Europejskiej. W 2001 bez powodzenia ubiegał się o reelekcję, UW nie osiągnęła wówczas progu wyborczego.

#### Lata 2002–2013

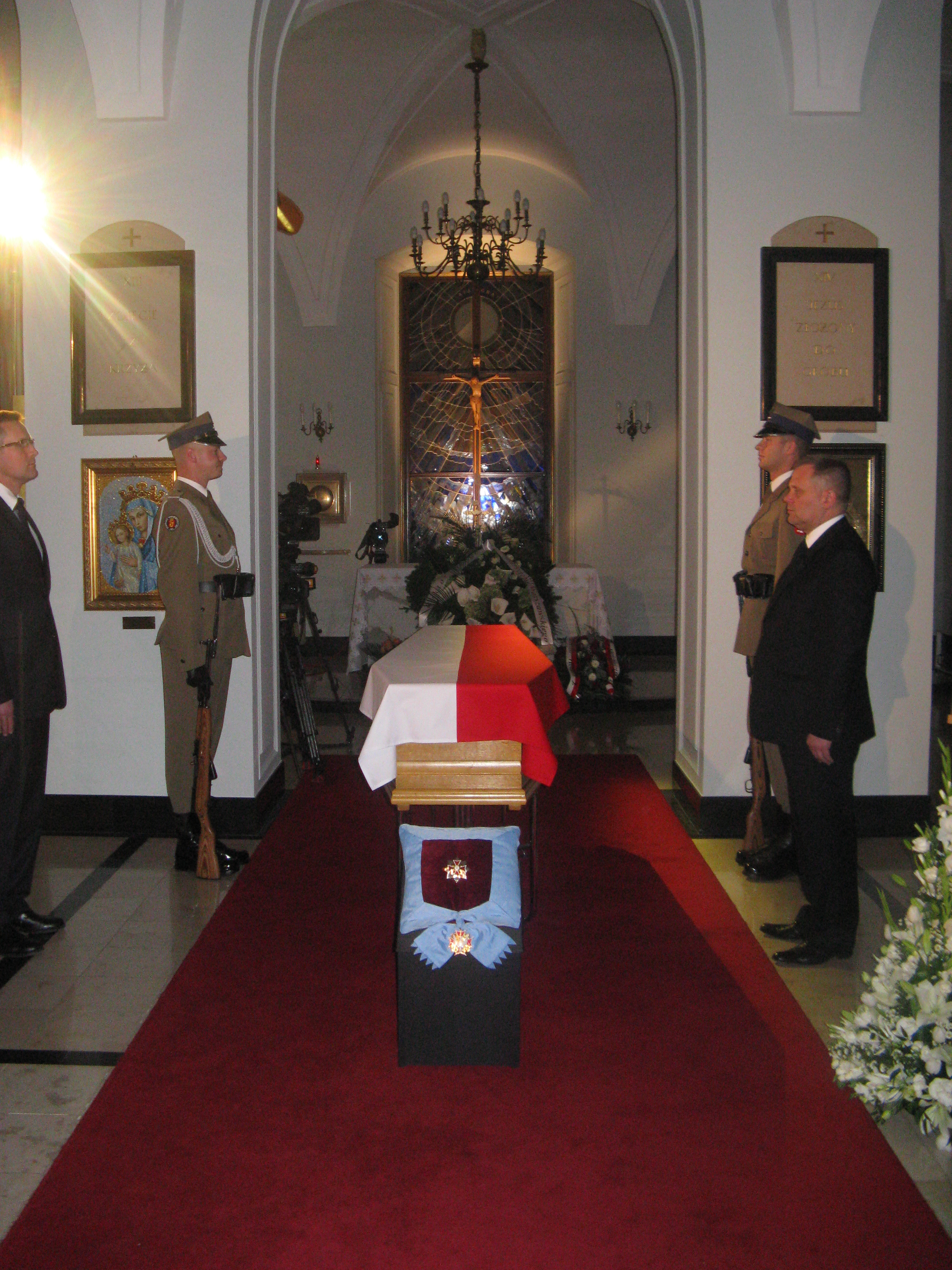
Trumna z ciałem Tadeusza Mazowieckiego w kaplicy Pałacu Prezydenckiego

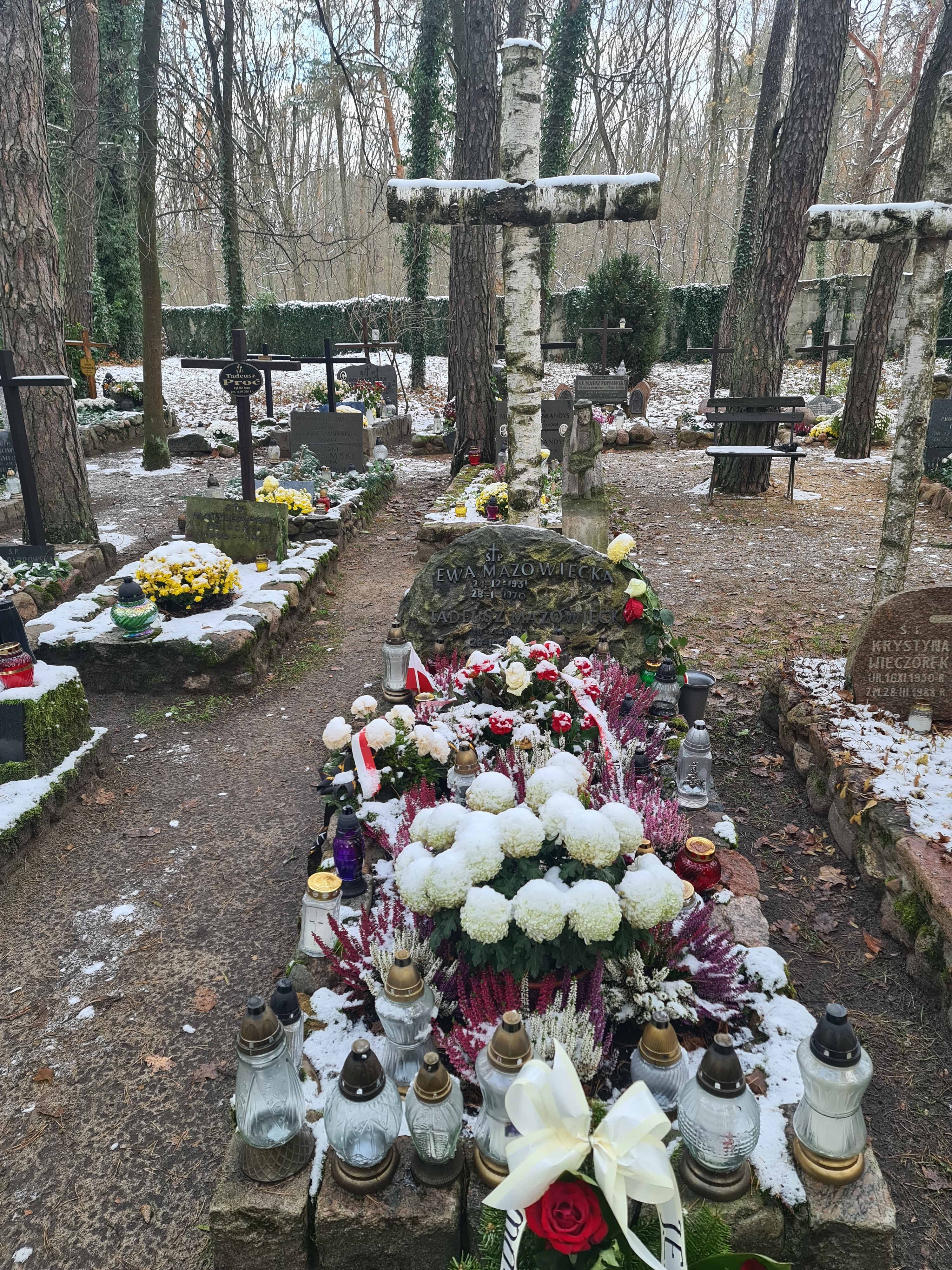
Grób Tadeusza i Ewy Mazowieckich na cmentarzu leśnym w Laskach

W listopadzie 2002 odszedł z partii, motywując to głównie sprzeciwem wobec wejścia w koalicję samorządową z Samoobroną w województwie warmińsko-mazurskim. W 2005 został jednym ze współzałożycieli Partii Demokratycznej – demokraci.pl, mającej w założeniu stanowić poszerzenie dawnej Unii Wolności o m.in. polityków lewicowych. Był liderem listy kandydatów tej partii do Sejmu w wyborach parlamentarnych w tym samym roku w okręgu warszawskim i uzyskał 30 143 głosy. Wchodził w skład rady politycznej PD (do 2006 był jej przewodniczącym). Później wycofał się z działalności partyjnej.
Był członkiem Kapituły Orderu Orła Białego do 2007, kiedy to odmówił ponownego złożenia oświadczenia lustracyjnego.
Od 12 października 2010 do śmierci zajmował stanowisko etatowego doradcy prezydenta Bronisława Komorowskiego ds. polityki krajowej i międzynarodowej.

### Śmierć i pogrzeb
Tadeusz Mazowiecki zmarł nad ranem 28 października 2013 w szpitalu przy ul. Wołoskiej w Warszawie. Po jego śmierci opuszczono flagi do połowy masztu przy Pałacu Prezydenckim, Belwederze, Kancelarii Prezesa Rady Ministrów, a także przy siedzibach wielu władz lokalnych. 29 października Senat RP przyjął uchwałę upamiętniającą Tadeusza Mazowieckiego. 2 listopada trumna z ciałem byłego premiera została wystawiona w Pałacu Prezydenckim.
Pogrzeb Tadeusza Mazowieckiego miał charakter państwowy. Na ten dzień w całym kraju została ogłoszona żałoba narodowa. Uroczystości odbyły się 3 listopada w bazylice archikatedralnej św. Jana Chrzciciela w Warszawie, w czasie rozpoczęcia mszy pogrzebowej w Krakowie zabrzmiał Dzwon Zygmunt. W pogrzebie uczestniczyli m.in. prezydent Bronisław Komorowski, premier Donald Tusk, marszałkowie Sejmu i Senatu – Ewa Kopacz oraz Bogdan Borusewicz, a także przewodniczący Komisji Europejskiej José Manuel Durão Barroso. Tadeusz Mazowiecki został pochowany w rodzinnym grobie na cmentarzu leśnym w Laskach.

## Odznaczenia, wyróżnienia, upamiętnienie
Ordery i odznaczenia
- Order Orła Białego – 1995[127]
- Krzyż Oficerski Orderu Odrodzenia Polski – 1969[128]
- Krzyż Kawalerski Orderu Odrodzenia Polski – 1964[129]
- Odznaka 1000-lecia Państwa Polskiego (1966)[130]
- Złoty Medal „Zasłużony Kulturze Gloria Artis” – 2009[131]
- Złoty Order Herbu Bośni z Mieczami – Bośnia i Hercegowina, 1996[132]
- Wielki Oficer Legii Honorowej – Francja, 1997[132]
- Kawaler Krzyża Wielkiego Orderu Zasługi Republiki Włoskiej – Włochy, 2000[133]
- Wielki Krzyż Zasługi z Gwiazdą i Wstęgą Orderu Zasługi Republiki Federalnej Niemiec – Niemcy, 2000[134]
- Krzyż Komandorski z Gwiazdą Orderu Zasługi Republiki Węgierskiej – Węgry, 2001[135]
- Wielki Krzyż Komandorski Orderu Wielkiego Księcia Giedymina – Litwa, 2002[136]
- Krzyż Wielki Orderu Świętego Grzegorza Wielkiego – Watykan, 2012[137]

Nagrody i wyróżnienia
W 1982 otrzymał Nagrodę Publicystyczną im. Juliusza Mieroszewskiego. Wyróżniony Orderem Ecce Homo (2002), Nagrodą im. Andrzeja Struga (1980), Niemiecką Nagrodą Narodową (2001), nagrodą „Srebrenica 1995” (2005), wyróżnieniem „Gigant” poznańskiego oddziału „Gazety Wyborczej” (1995), Nagrodą Jana Nowaka-Jeziorańskiego (2004), Nagrodą Specjalną Lewiatana przyznaną przez Konfederację Lewiatan (2007), Honorową Nagrodą Stowarzyszenia Szarych Szeregów im. Stanisława Broniewskiego „Orszy” (2012) i Nagrodą Kisiela (2012).
W 2009 redakcja „Gazety Wyborczej” wyróżniła go tytułem „Człowieka Roku” oraz dodatkowo uhonorowała tytułem „Człowieka Dwudziestolecia Gazety Wyborczej”; laudację na cześć laureata wygłosiła profesor Barbara Skarga. W 2009 otrzymał Perłę Honorową Polskiej Gospodarki (w kategorii krzewienie polskich tradycji i wartości patriotycznych), przyznawaną przez redakcję „Polish Market”.
Był również laureatem nagrody Viadrina 2009 przyznawanej przez Europejski Uniwersytet Viadrina za szczególny wkład w polsko-niemieckie pojednanie.
Wyróżniony tytułami doktora honoris causa uniwersytetów w Leuven, Genui, Giessen, Poitiers, Exeter i Tuzli, a także Uniwersytetu Warszawskiego i Akademii Ekonomicznej w Katowicach.
Honorowe obywatelstwa
W 2002 otrzymał honorowe obywatelstwo Sarajewa. W 2009 został honorowym obywatelem Poznania oraz Warszawy, rok później Słubic oraz Gdańska. W 2011 odebrał tytuł honorowego obywatela Płocka (gdzie się urodził). W 2013 został honorowym obywatelem Brzegu Dolnego.
Upamiętnienie
W 2009 jego wizerunek znalazł się na wydanym przez Pocztę Polską znaczku pocztowym o nominale 1,55 zł upamiętniającym 20. rocznicę powołania jego rządu.
Jego imieniem nazwano m.in. ronda w Tarnowie Podgórnym (2014), Piasecznie (2014), Polkowicach (2014) i Turku (2014), ulice w Białymstoku (2013), Częstochowie (2016), Radomiu (2017), Słupsku (2017), Będzinie (2017), Olsztynie (2021) i Gliwicach (2022), aleję w Lublinie (2018), park w Poznaniu (2014) i w Warszawie (2018).
W 2014 w Ogrodzie Sprawiedliwych w Warszawie odsłonięto obelisk i zasadzono drzewo upamiętniające jego osobę. W tym samym roku na Uniwersytecie Warszawskim zainaugurowano działalność Katedry im. Tadeusza Mazowieckiego, której kuratorem został profesor Marek Wąsowicz. Także w 2014 w gmachu Kancelarii Prezesa Rady Ministrów odsłonięto popiersie polityka, a Salę Świetlikową przemianowano na Salę im. Tadeusza Mazowieckiego. W 2017 na budynku przy ul. Lewickiej 13/15 na warszawskim Mokotowie, w którym mieszkał, odsłonięto tablicę pamiątkową. W 2019 przy ul. Kopernika 34 w Warszawie ustawiono jego popiersie.

## Życie prywatne
Potomek polskiej rodziny szlacheckiej herbu Dołęga, biorącej początek od średniowiecznych dziedziców dóbr Mazowsze w ziemi dobrzyńskiej. Syn Bronisława (1872–1938), lekarza, i Jadwigi z Szemplińskich herbu Ślepowron. W 1947 ożenił się z Krystyną Kuleszanką, więźniarką obozu w Ravensbrück, która zmarła w 1948 na gruźlicę. Drugą żoną Tadeusza Mazowieckiego była Ewa Proć (zm. 1970), z którą miał trzech synów: Wojciecha, Adama i Michała. Na początku tego małżeństwa mieszkał u teściów w Warszawie przy ul. Murmańskiej; w 1958 otrzymał mieszkanie przy ul. Nowolipki, a w 1962 jako poseł przy ul. Marszałkowskiej.

## Twórczość
Książki
- Rozdroża i wartości (Biblioteka Więzi, Tom 26, Społeczny Instytut Wydawniczy „Znak” 1970).
- Antysemityzm (wespół z Jerzym Turowiczem i Tadeuszem Żychiewiczem; II obieg wydawniczy; Niezależna Oficyna Wydawnicza 1981).
- Internowanie (Aneks, Londyn 1983, ISBN 0-906601-05-3; II obieg wydawniczy: Krąg 1982; Krakowskie Towarzystwo Wydawnicze 1984; Biblioteka Wolnego Głosu Ursusa 1989; Rzymskokatolickie Wydawnictwo im. Ignacego Loyoli 1989).
- Powrót do najprostszych pytań (II obieg wydawniczy; Oficyna Literacka 1986).
- Druga twarz Europy (Biblioteka Więzi 1990, ISBN 83-85124-00-4 [2 wydania]; wydanie francuskie: Un autre visage de l’Europe; przekład Eric Morin-Aguilar; wstęp Jean-Marie Domenach; Les Éditions Noir sur Blanc 1989, ISBN 2-88250-009-2).
- Partei nehmen für die Hoffnung: über Moral in der Politik (przekł. Angelika Weber i Georg Ziegler; przedmowa Manfred Seidler; Herder, Freiburg 1990, ISBN 3-451-21825-9).
- Raporty Tadeusza Mazowieckiego z byłej Jugosławii (red. Renata S. Hliwa i Roman Wieruszewski; przekł. z j. angielskiego Adam Szostkiewicz, Agnieszka Pacholska, Cecylia Gorzoń, przekł. z j. francuskiego Renata Hliwa; Poznańskie Centrum Praw Człowieka Instytutu Nauk Prawnych Polskiej Akademii Nauk – Fundacja Promocja Praw Człowieka – Badania i Nauczanie oraz Agencja Scholar 1993, ISBN 83-85838-06-6).
- Kredowe koła i dwa inne eseje (Biblioteka Więzi 1997).
- Politik und Moral im neuen Europa (zawiera także tekst Jana Patočki, Passagen Verlag, Wiedeń 1999, ISBN 3-85165-308-4).
- Rok 1989 i lata następne. Teksty wybrane i nowe (Prószyński i S-ka, Warszawa 2012, ISBN 978-83-7839-399-3).

Inne publikacje
- Jerzy Zawieyski, Dobrze, że byli (autor wyboru ze Stanisławem Trębaczkiewiczem; Biblioteka Więzi – Społeczny Instytut Wydawniczy „Znak” 1974).
- Anna Morawska, Spotkania (autor wyboru z Ewą Morawską; Biblioteka Więzi – Społeczny Instytut Wydawniczy „Znak” 1975).
- Ludzie Lasek (opracowanie i wstęp; Biblioteka Więzi – Społeczny Instytut Wydawniczy „Znak”, 1987, ISBN 83-7006-004-8; Biblioteka Więzi 2000, ISBN 83-88032-30-5).
- Jan Strzelecki, Ślady tożsamości (autor posłowia; tekst przygotowała do wyd. Jadwiga Strzelecka; Czytelnik 1989, ISBN 83-07-02090-5).
- Thomas Maess, Polen (autor wstępu; Mundo-Verlag, Leer 1993, ISBN 3-87322-057-1).
- Urs Altermatt, Sarajewo przestrzega: etnonacjonalizm w Europie (autor wstępu; przekł. z j. niemieckiego Grzegorz Sowiński; Znak – Ośrodek Myśli Politycznej 1998, ISBN 83-7006-691-7).